# Barbarophryne brongersmai
A Barbarophryne brongersmai a kétéltűek (Amphibia) osztályába, a békák (Anura) rendjébe és a varangyfélék (Bufonidae) családba tartozó Barbarophryne nem monotipikus faja. Nevét Leo Brongersma holland zoológus és herpetológus tiszteletére kapta.

## Elterjedése
A faj Marokkó nyugati, déli és keleti felén, Nyugat-Szahara északi részén, valamint Algéria északnyugati részén honos, 1600 m-es tengerszint feletti magasságig. Természetes élőhelye az Argania spinosa, Euphorbia fajokkal és pázsitfüvekkel borított félsivatagos, hegyi területek. Szántásokban is megtalálható, nappal kövek alatt rejtőzik. A szaporodásához szükséges időszakos tavacskák többnyire sziklás területeken alakulnak ki.

## Megjelenése
A hímek mérete 41–51 mm, a nőstényeké 48 mm.

## Természetvédelmi helyzete
A fajra a növekvő szárazság, a környezetszennyezés és szaporodóhelyének lecsapolása jelent veszélyt. Megtalálható a Souss-Massa Nemzeti Park területén, de külön törvényi védelmet nem élvez. Fogságban is sikeresen szaporítható.